# RSPH14
RSPH14‏ (Radial spoke head 14 homolog) هوَ بروتين يُشَفر بواسطة جين RSPH14 في الإنسان.